# FK Babrungas
FK Babrungas (lt. Viešoji įstaiga – futbolo klubas „Babrungas“) is een Litouwse voetbalacademie uit Plungė.

## Erelijst
- Aukščiausia lyga

1 plaats: 1956
- LFF taurė

finalist: 1955, 1978

## Seizoen na seizoen
| Seizoen | Niveau | Liga                 | Plaats | Webplaats | Opmerkingen |
| ------- | ------ | -------------------- | ------ | --------- | ----------- |
| 2016    | 3.     | Antra lyga (Vakarai) | 4.     | [ 3 ]     |             |
| 2017    | 3.     | Antra lyga (Vakarai) | 9.     | [ 4 ]     |             |
| 2018    | 3.     | Antra lyga (Vakarai) | 2.     | [ 5 ]     |             |
| 2019    | 3.     | Antra lyga (Vakarai) | 5.     | [ 6 ]     |             |
| 2020    | 3.     | Antra lyga (Vakarai) | 6.     | [ 7 ]     | promoveerde |
|         |        |                      |        |           |             |
| 2021    | 2.     | Pirma lyga           | 8.     | [ 8 ]     |             |
| 2022    | 2.     | Pirma lyga           | 6.     | [ 9 ]     |             |
| 2023    | 2.     | Pirma lyga           | 5.     |           |             |
| 2024    | 2.     | Pirma lyga           | 3.     | [ 10 ]    |             |

## Bekende (ex-)spelers
- Tadas Birškys, (2020–)